# Liste der Mitglieder des Sächsischen Landtags 1722
Diese Liste gibt einen Überblick über die Mitglieder des Sächsischen Landtags im Kurfürstentum Sachsen, der 1722 in Dresden abgehalten wurde.

## Zusammensetzung

### Hochfürstliche Abgeordnete
- Hans Moritz von Brühl für Sachsen-Weißenfels
- Wilhelm Gustav von Kaltenborn für Sachsen-Merseburg

### Prälaten, Grafen und Herren aus dem Stift Meißen
- Carl Friedrich von Pöllnitz, Kanonikus
- Johann Friedrich Schlegel, Syndikus

### Prälaten, Grafen und Herren aus dem Stift Merseburg
- Hannß Friedrich von Römer, Domdekanus
- Christian Weiß, Syndikus
- Johann Christoph von Ponickau

### Prälaten, Grafen und Herren aus dem Stift Naumburg
- Friedrich Wilhelm Vitzthum von Eckstedt, Dechant
- Johann Jacob Schmorr, Syndikus

### Für die Grafen von Mansfeld
- Christian Ludwig Schilling
- Johann Carl Baron von Hünerbein

### Für die Grafen zu Solms-Sonnewalde
- Graf Friedrich Eberhard zu Solms
- Dr. Carl Wilhelm Beyer
- Paul Christian Schröter

### Für die Grafen zu Solms-Wildenfels
- Dr. Christian Schramm
- Dr. Johann Christian Schramm
- Christian Heinrich Albhardt

### Für die Grafen zu Solms-Baruth
- Johann Paul Vockel
- Carl Heinrich Dornblüth

### Für die Grafen zu Stolberg-Roßla
- Christian Kraft (Crafft)
- Gottfried Benedict Kruße

### Für die Grafen von Barby
- Dr. Johann Christian Oettel

### Für die Herren von Schönburg
- Tobias Hübsch

### Für die Herren von Schönburg, zu Rochsburg
- Tobias Griebsch
- Christian Gottlob Wabst

### Für die Universität Leipzig
- Dr. Johann Burchardt Mencke, Prof. publ.
- Andreas Friedrich Mylius, Akademischer Syndikus
- Wilhelm Erich Meyer
- Gottlob Friedrich Zenichen

### Für die Universität Wittenberg
- Dr. Martinus Chladenius, Prof. theol. Publ.
- George Wilhelm Kirchmeyer, Prof. publ.
- Wilhelm Erich Meyer

### Vertreter der Ritterschaft

#### Engerer Ausschuss
Dem Engeren Ausschuss gehörten 40 Personen an:
- Wolff Christoph von Arnim (Rittergut Neusorge)
- Caspar Heinrich von Benckendorf (Rittergut Kötitz)
- Wolff Erich von Bennigs(s)en (Rittergut Leipnitz)
- Alexander Christian von Beulwitz (Rittergut Erlbach)
- Casimir Gottfried von Beust (Rittergut Neuensalz)
- Wolff Gotthard von Birckholz (Rittergut Marschwitz)
- Carl Gottfried Graf (von) Bose (Rittergut Netzschkau)
- Georg Conrad von Brandenstein (Rittergut Positz)
- Johann August von Brandenstein (Rittergut Rockendorf)
- George Christoph von Breitenbauch (Rittergut St. Ulrich)
- Johann Gottlieb von Bülow (Rittergut Beyernaumburg)
- Heinrich von Bünau (Rittergut Püchau)
- Carl Hildebrand von Dieskau (Rittergut Knauthain)
- Jacob Heinrich Graf von Flemming (Rittergut Lichtenwalde)
- Joachim Friedrich Graf von Flemming (Rittergut Kleinwölkau)
- Hans Ludwig von Heringen (Rittergut Ottenhausen)
- Johann Moritz von Heßler (Rittergut Vitzenburg)
- Georg Friedrich von Hopfgarten (Rittergut Mülverstedt)
- Ludwig Gebhard Graf von Hoym (Rittergut Droyßig)
- Hans Daniel von Koseritz (Rittergut Naundorf bei Casabra)
- Valentin Dietrich von Lichtenhayn (Rittergut Werchau)
- Wolf Friedrich (von) Marschall (Rittergut Burgholzhausen)
- Rudolph August (von) Metzsch (Rittergut Reuth)
- Alexander von Miltitz (Rittergut Scharfenberg)
- Centurius von Miltitz (Rittergut Oberau)
- Christian Ludwig Edler von der Planitz (Rittergut Auerbach, unterer Teil)
- Hans Christoph von Ponickau (Rittergut Belgershain)
- Hans Christoph von Ponickau (Rittergut Pomßen)
- George Dietrich von Schönberg (Rittergut Mittelfrohna)
- Hans Dietrich von Schönberg (Rittergut Wilsdruff)
- Wolff Rudolph von Schönberg (Rittergut Purschenstein)
- Hans Gottlieb/Gottlob von Thielau (Rittergut Lampertswalde)
- Christian Wilhelm von Thümen (Rittergut Blanckensee)
- Friedrich Vitzthum Graf von Eckstädt (Rittergut Reibitz)
- Wolf Dietrich von Werthern (Rittergut Kölleda)
- Christian Arnold von Witzleben (Rittergut Wohlmirstedt)
- Heinrich Dietrich von Zanthier (Rittergut Salzfurth)

Die Sitze des Statthalters der Ballei Thüringen sowie der Komturei Griefstedt blieben vakant.

#### Weiterer Ausschuss
Dem Weiteren Ausschuss gehörten 60 Personen an:
- Siegmund August von Arnim (Rittergut Döben)
- George Wolff von Berbisdorf (Rittergut Niederforchheim)
- Otto Heinrich von Berlepsch (Rittergut Teuchern)
- Joachim Friedrich von Beust (Rittergut Obergöltzsch)
- Joachim Dietrich (von) Bose (Rittergut Schleinitz)
- August Friedrich Brand von Lindau (Rittergut Schlamau)
- Adam Friedrich von Brandenstein (Rittergut Hermsdorf)
- Georg Albrecht von Brandenstein (Rittergut Kolba)
- Georg Otto von Brandenstein (Rittergut Kolba)
- Hans Moritz von Brühl (Rittergut Gangloffsömmern)
- Gottlob Innocentius von Einsiedel (Rittergut Hopfgarten)
- Heinrich Friedrich von Ende (Rittergut Porschnitz)
- Statz Hilmar von Fullen (Rittergut Störmthal)
- Gottlob von Globig (Rittergut Großwig)
- Albrecht von Goldacker (Rittergut Weberstedt)
- Ernst Hermann von Goldacker (Rittergut Ufhoven)
- Hans Georg von Grünrodt (Rittergut Seifersdorf)
- George Adolph von Hartitzsch (Rittergut Dorfchemnitz)
- George Rudolph von Heßler (Rittergut Balgstedt)
- Friedrich Christian Heynitz (Rittergut Miltitz)
- George Friedrich von Kutzleben (Rittergut Freienbessingen)
- Gottlob Hieronymus von Leipziger (Rittergut Heyda)
- Adam Friedrich von Lindenau (Rittergut Ammelshain)
- Adolph (von) Marschall (Rittergut Altengottern)
- Carl (von) Metzsch (Rittergut Reichenbach)
- Dietrich von Miltitz (Rittergut Schenkenberg)
- Wilhelm Siegmund von Mordeisen (Rittergut Knathewitz)
- George Adolph von Münchhausen (Rittergut Straußfurth)
- Hans George von Ponickau (Rittergut Kleinopitz)
- Johann Adolph von Ponickau (Rittergut Eulau)
- Johann Christoph von Ponickau (Rittergut Großzschocher)
- Hans Christoph von Röder (Rittergut Pöhl)
- Carl Christoph (von) Römer (Rittergut Rauenstein)
- Hannibal August Freiherr von Schmerzing (Rittergut Reusa)
- Adam Friedrich von Schönberg (Rittergut Börnichen)
- Antonius von Schönberg (Rittergut Limpach)
- Antonius von Schönberg (Rittergüter Reichenbrand und Gruna)
- Gotthelf Friedrich von Schönberg (Rittergut Trebitz)
- Johann Friedrich von Schönberg (Rittergut Bertelsdorf)
- Hans Ludwig von Seebach (Rittergut Wernburg)
- Anton Friedrich von Seyfertitz (Rittergut Wi(e)ppersdorf)
- Hans Adam Freiherr von Seyfertitz (Rittergut Strauch)
- Hans Joachim von Stahr (Rittergut Burgwerben)
- Christoph Liborius von Steuben (Rittergut Schnaditz)
- Johann Ernst Graf von und zu Tettenbach (Rittergut Geilsdorf)
- Franciscus Oswald (von) Trützschler (Rittergut Falkenstein)
- Hans Heinrich (von) Trützschler (Rittergut Berbisdorf)
- Julius Heinrich von Trützschler (Rittergut Oberlauterbach)
- Friedrich August von Watzdorf (Rittergut Kauschwitz)
- Friedemann Graf von Werthern (Rittergut Beichlingen)
- George Christoph von Werthern (Rittergut Brücken)
- Ernst Ludwig von Wilcke (Rittergut Dreitzsch)
- Christian aus dem Winckel (Rittergut Schierau)
- Hans George aus dem Winckel (Rittergut Baumersroda)
- Raban Heinrich von Witzleben (Rittergut Rackith)
- Wolff Dietrich (Arnold) von Witzleben (Rittergut Wolmirstedt)
- Christoph Jobst von Zanthier (Rittergut Siegelsdorf)
- Hans George von Zehmen (Rittergut Lauterbach)

Die Sitze der „Herrschaft Tautenburg und Frauenprießnitz“ sowie der Abgeordnete der Herren von Schönburg blieben vakant.

#### Allgemeine Ritterschaft
- Christoph Heinrich von Arnim (Rittergut Planitz)
- Hieronymus Caspar von Arnstädt (Rittergut Otzdorf)
- Adolph Friedrich von Below (Rittergut Lungkwitz)
- Balthasar Dietrich von Belzig (Rittergut Prussendorf)
- Wilhelm Moritz von Bendeleben (Rittergut Kannawurf)
- Caspar Siegmund von Berbisdorf (Rittergut Rückerswalde)
- Hans August von Berbisdorf (Rittergut Schweinsburg)
- Hans Ernst von Berlepsch (Rittergut Uhrleben)
- Heinrich Rudolph von Bindorf (Rittergut Rietz)
- Gotthard Heinrich von Birckholz (Rittergut Hohburg)
- Friedrich von Bißing (Rittergut Löberitz)
- Otto Wilhelm von Bodenhausen (Rittergut Radis)
- Hiob Friedrich von Bomsdorf (Rittergut Gommern)
- Heinrich Siegmund von Bornau genannt Kessel (Rittergut Bobersen)
- Adam Heinrich Bose (Rittergut Mölbis)
- Carl August von Bose (Rittergut Mylau)
- Gottlob Siegmund (von) Bose (Rittergut Nickern)
- Johann Friedrich Carl Graf von Bose (Rittergut Neuschönfels)
- Otto Heinrich (von) Bose (Rittergut Oberwünsch)
- Adam Friedrich Brand von Lindau (Rittergut Wiesenburg)
- Christoph Adam von Brandenstein (Rittergut Wöhlsdorf)
- Christoph Wilhelm von Brandenstein (Rittergut Wöhlsdorf)
- Hans George von Brandenstein (Rittergüter Positz und Oppurg)
- Hans/Johann Heinrich von Brandenstein (Rittergut Gräfendorf)
- Bernhard Erasmus von Brandt (Rittergut Haardorf)
- George Friedrich von Brück (Rittergut Seegrehna)
- Hans Adolph von Brück (Rittergut Haubitz)
- Günther von Bünau (Rittergut Leisenau)
- Günther von Bünau (Rittergut Thürnhof)
- Heinrich von Bünau (Rittergut Dahlen)
- Heinrich von Bünau (Rittergut Lossa)
- Heinrich von Bünau (Rittergut Oderwitz)
- Heinrich von Bünau (Rittergut Ölßen)
- Rudolph von Bünau (Rittergut Lauenstein)
- August Heinrich Gottlob Graf von Callenberg (Rittergut Jahnishausen)
- Carl Adolph von Carlowitz (Rittergut Ottendorf bei Berggießhübel)
- Christoph Dietrich von Carlowitz (Rittergut Staucha)
- George Heinrich von Carlowitz (Rittergut Podelwitz bei Leipzig)
- Hans Carl Carlowitz (Rittergut Schwarzbach)
- Johann Adolph Creutz (Rittergut Rudelsburg)
- Wolff Adam Ceutz (Rittergut Teichwolframsdorf 1)
- Friedrich Lebrecht von Damnitz (Rittergut Zockau)
- Carl Heinrich Dehn-Rothfelser (Rittergut Helfenberg)
- Hans von Dieskau (Rittergut Zschepplin)
- Friedrich Gottlob von Dölau (Rittergut Kleinwolmsdorf)
- Dam Friedrich von Drandorf (Rittergut Camitz)
- Hans Adam von Drandorf (Rittergut Niederwutschwitz)
- Wolff Gottfried von Drandorf (Rittergut Kollochau, 2. Teil)
- Carl Rudolph Haubold von Einsiedel (Rittergut Gersdorf)
- Curt Heinrich von Einsiedel (Rittergut Weißbach)
- Hans George von Einsiedel (Rittergut Wolkenburg)
- Heinrich von Einsiedel (Rittergut Wolftitz)
- Heinrich Hildebrand von Einsiedel (Rittergut Syhra)
- Innocentius Gottlob von Einsiedel (Rittergut Lobstädt)
- Friedrich Carl von Ende (Rittergüter Thränitz und Grobsdorf)
- Friedrich Heinrich von Ende (Rittergut Hausdorf)
- Gottlob Ferdinand von Ende (Rittergut Taubenheim)
- Ernst Ferdinand von Erdmannsdorf (Rittergut Kössern)
- Johann Friedrich von Erdmannsdorf (Rittergut Neukirchen)
- Moritz Heinrich von Feilitzsch (Rittergut Kürbitz)
- Christian August Freiherr von Friesen (Rittergut Cotta bei Berggießhübel)
- Heinrich Friedrich Graf von Friesen (Rittergut Schönfels bei Dresden)
- Christoph Friedrich von der Gablenz (Rittergut Lemnitz)
- Carl Heinrich von Germar (Rittergut Gorsleben)
- Christoph Heinrich von Globig (Rittergut Grauwinkel)
- George Wolff von Gößnitz (Rittergut Mühlhausen)
- Hans Wilhelm von Gößnitz (Rittergut Rodersdorf, oberer Teil)
- Alexander (von) Hacke (Rittergut Hackpüffel)
- Christoph Wilhelm von Hacke (Rittergut Bilzingsleben)
- Christoph Gottdank von Hackeborn (Rittergut Oberwurtschwitz)
- Carl Gottlob von Hahn (Rittergut Grüningen)
- Carl Reinhard von Hartitzsch (Rittergut Großzschepa)
- Julius Haubold von Hartitzsch (Rittergut Triestewitz)
- Heinrich Ferdinand von Haugwitz (Rittergut Dahren)
- Johann Adolph von Haugwitz (Rittergut Bischdorf)
- George Carl von Hausen (Rittergut Lützensömmern)
- Georg Ludwig von Haxthausen (Rittergut Putzkau)
- Wolff Heinrich von Helldorf (Rittergut Wildschütz)
- Hans Heinrich von Heringen (Rittergut Ottenhausen)
- George Ernst von Heynitz (Rittergut Miltitz)
- Gottlob Rudolph von Heynitz (Rittergut Gallschütz)
- Friedrich Carl von Holleufer (Rittergut Burkhartshain)
- Christian Gottlieb von Holtzendorf (Rittergut Bärenstein)
- Gotthelf Siegmund von Holtzendorf (Rittergut Thallwitz)
- Ernst Ferdinand (von) Knoche (Rittergut Reichenau)
- Hans Hieronymus von Köckeritz (Rittergut Thoßfell)
- Christian Erdmann Kölbel von Geißing (Rittergut Munzig)
- Christian Leo von Könneritz (Rittergut Mensdorf)
- Bodo Gottlob von Koseritz (Rittergut Deila)
- Hans Liebmann von Kötteritz (Rittergut Flößberg, unt. Th.)
- Wolff Gottlob von Kötteritz (Rittergut Flößberg unt. Th.)
- Hans Wilhelm Friedrich von Lattorf (Rittergut Klieken)
- Heinrich Siegfried von Leipziger (Rittergut Wiederau)
- Carl Gottlob von Leubnitz (Rittergut Olbernhau)
- Gottfried Anshelm von Lindenau (Rittergut Machern)
- Hans George von Lindenau (Rittergut Polenz)
- Eustachius (von) Löser (Rittergut Nudersdorf)
- Hans Löser (Rittergut Reinharz)
- Johann Adolph von Loß (Rittergut Hirschstein)
- August Heinrich von Lüttichau (Rittergut Stauchitz)
- Gottlob Ferdinand von Lüttichau (Rittergut Groß-Kmehlen)
- Hans Haubold von Lüttichau (Rittergut Zschorna)
- Rudolph August von Lüttichau (Rittergut Potschappel)
- Johann Julius (von) Marschall (Rittergut Schönstedt)
- Carl Heinrich Marschall von Bieberstein (Rittergut Ziegra)
- Christian Bernhard Marschall von Bieberstein (Rittergut Choren)
- George Damian Marschall von Bieberstein (Rittergut Bleddin)
- Hans Dietrich Marschall von Bieberstein (Rittergut Ober-Schmoon)
- Johann George von Maxen (Rittergut Pulsnitz, Meißener Teil)
- August Philipp von Mergenthal (Rittergut Obereula)
- Caspar Dietrich (von) Metzsch (Rittergut Böhlen bei Grimma)
- Wilhelm Dietrich (von) Metzsch (Rittergut Silberstraße)
- Hans George von Milckau (Rittergut Großmilkau)
- Hans Wilhelm von Milckau (Rittergut Naundorf)
- Moritz Friedrich von Milckau (Rittergut Kriebstein)
- Haubold Ehrenreich von Miltitz (Rittergut Rossendorf)
- Christoph Heinrich von Minckwitz (Rittergut Obernitzschka)
- Gottfried Wilhelm von Mordeisen (Rittergut Goselitz)
- Bernhard Dietrich von der Mosel (Rittergut Mittelmosel)
- Christoph Bernhard von der Mosel (Rittergut Obermosel, unterer Teil)
- George Friedrich von der Mosel (Rittergut Obersteinpleis)
- Heinrich Conrad (von) Müffling, Weiß gen. (Rittergut Liebsdorf)
- Philipp Adolph von Münchhausen (Rittergut Steinburg)
- Joachim Ernst von Nazmar (Rittergut Pretzsch)
- Adam Erdmann von Neidberg (Rittergut Planschwitz)
- George Heinrich von Nischwitz (Rittergut Adelsdorf)
- Christoph Heinrich von Obernitz (Rittergut Bucha)
- Friedrich Michael von Obernitz (Rittergut Liebschütz)
- Heinrich Christian von Obernitz (Rittergut Neidenberga)
- Joachim Haubold von Oebschelwitz (Rittergut Elstertrebnitz)
- Dam Siegmund (von) Pflug/Pflugk (Rittergut Cavertitz)
- Dietrich (von) Pflug/Pflugk (Rittergut Gütterlitz)
- Ferdinand Siegmund von Pflug/Pflugk (Rittergut, Trebnitzer Teil)
- Otto Ferdinand von Pflug/Pflugk (Rittergut Strehla, Göritzer Teil)
- August von Pfuhl (Rittergut Muldenstein)
- Carl Friedrich Edler von der Planitz (Rittergut Auerbach, unterer Teil)
- Carl Ludwig Edler von der Planitz (Rittergut Untergöltzsch)
- Caspar Siegmund (von) Plötz (Rittergut Kühnitzsch)
- Johann Arndt (von) Plötz (Rittergut Ebersbach bei Döbeln)
- Hans Caspar von Poigk (Rittergut Pretzschendorf, Ober-)
- Hans Christoph von Poigk (Rittergut Keuern)
- Hans Christoph von Poigk (Rittergut Ringethal)
- Hans George von Polenz (Rittergut Linz)
- Heinrich Siegmund von Polenz (Rittergut Stockhausen)
- Wolff Adolph von Polenz (Rittergut Mühlbach)
- Carl Heinrich von Pöllnitz (Rittergut Gepülzig)
- Jonas Heinrich von Pöllnitz (Rittergut Heinersgrün)
- Johann August von Ponickau (Rittergüter Baalsdorf und Hirschfeld)
- Christoph Ernst von Posern (Rittergut Waltersdorf)
- Christoph Carl (von) Rabe (Rittergut Tirpersdorf)
- Gottlob Ferdinand von Reibold (Rittergut Mechelgrün, unterer Teil)
- Carl Erdmann von Reitzenstein (Rittergut Irfersgrün)
- Christoph Erdmann von Reitzenstein (Rittergut Schönberg)
- Carl August (von) Rex (Rittergut Blankenhain)
- Christoph Ludwig von Rietsel (Rittergut Tausa)
- Wolff Joachim (von) Römer (Rittergut Untersteinpleis)
- August Adolph von der Sahla (Rittergut Schönfeld, hinterer o. neuerer Teil)
- George Abraham von Schauroth (Rittergut Mahlis)
- Christian Wilhelm von Schierbrandt (Rittergut Kirchheilingen)
- Philipp Carl von Schirnding (Rittergut Brambach)
- Andreas Dietrich von Schleinitz (Rittergut Mautitz)
- Hermann Heinrich von Schleinitz (Rittergut Saalhausen)
- Albrecht Friedrich von Schlieben (Rittergut Heinsdorf)
- Adolph Ferdinand von Schönberg (Rittergüter Ober- und Niederreinsberg)
- Caspar von Schönberg (Rittergut Bieberstein)
- Caspar Abraham von Schönberg (Rittergut Reichstädt)
- Caspar Joachim von Schönberg (Rittergut Böhlen bei Döbeln)
- Dietrich Ehrenreich von Schönberg (Rittergut Zschaiten)
- Hans Caspar von Schönberg (Rittergut Schweta)
- Hans Heinrich von Schönberg (Rittergut Tanneberg)
- Johann Ludwig von Schönberg (Rittergut Bornitz)
- Johann Thann von Schönberg (Rittergut Naundorf)
- Heinrich Rudolph von Schönfeld (Rittergut Löbnitz, Schloßteil)
- Adam Gottlieb (von) Schütz (Rittergut Moßbach)
- Adam Heinrich von Schütz (Rittergut Weißenschirmbach)
- Heinrich Friedrich von Schütz (Rittergut Weißenschirmbach)
- Hans Friedrich von Seebach (Rittergut Oppershausen)
- Johann August von Seebach (Rittergut Kammerforst)
- Valentin Rudolph von Seydelitz (Rittergüter Groß- und Kleinkayna)
- Johann George von Seydewitz (Rittergut Weltewitz)
- Hans Christoph von Sommerlatt (Rittergut Kollochau, 1. Teil)
- Siegmund Ernst von Spiegel (Rittergut Uhlersdorf)
- Hans Adolph von Spitznase (Rittergut Hohenölsen)
- Adam Heinrich von Starschedel (Rittergut Borna)
- Friedrich Heinrich von Starschedel (Rittergut Merzdorf)
- Heinrich Sebastian von Stein (Rittergut Neuenhofen)
- Johann Friedrich von Stein (Rittergut Miesitz)
- Johann Adolph von Taubenheim (Rittergut Bedra)
- Christoph Rudolph von Tettau (Rittergut Schillbach)
- Christoph Rudolph von Tettau (Rittergut Mechelgrün, oberer Teil)
- Hans Carl von Tettenborn (Rittergut Gangloffsömmern)
- Wolfgang Dietrich von Thümen (Rittergut Benken)
- Moritz Adolph von Thümmel (Rittergut Paunsdorf)
- Wilhelm Friedrich von Thumshirn (Rittergut Jahna)
- Heinrich Ernst von Töpffer (Rittergut Sundhausen)
- Hans George (von) Trützschler (Rittergut Zehmen)
- Johann Georg (von) Trützschler (Rittergut Ellefeld)
- Christian von Uffel (Rittergut Trünzig)
- Josias von Veltheim (Rittergut Ostrau)
- Christian Vitzthum von Eckstädt (Rittergut Röhrsdorf bei Borthen)
- Christoph Dietrich Vitzthum von Eckstädt (Rittergut Löthain)
- Gottlob Vitzthum von Eckstädt (Rittergut Trossin)
- Hartmann Christian Vitzthum von Eckstädt (Rittergut Kleinvargula)
- Hans Joachim von Wallwitz (Rittergut Schweikershain)
- Ernst Gotthard (Adolph) von Warnsdorf (Rittergut Zschochau)
- Christian Friedrich von Watzdorf (Rittergut Syrau)
- Christian Erdmann Ludwig Herr von Werthern (Rittergut Wiehe)
- Heinrich Gottfried von Wesenig (Rittergut Oelzschau)
- Hans Ernst von Wiese (Rittergut Polditz)
- Hans Christoph von Wilde (Rittergut Leubsdorf, unterer Teil)
- Ernst Dietrich aus dem Winckel (Rittergut Möst)
- Dietrich Wilhelm von Wittern (Rittergut Wundersleben)
- Philipp Heinrich von Witzleben (Rittergut Wartenburg)
- Friedrich Albrecht von Wolfersdorf (Rittergut Promnitz)
- Friedrich Carl von Wolfersdorf (Rittergut Culmitzsch)
- Hans Christoph von Wolfersdorf (Rittergut Polzen)
- Heinrich Ernst von Wolframsdorf (Rittergut Kreischa)
- Johann Christoph von Wolframsdorf (Rittergut Nöthnitz)
- Friedrich Wilhelm (von) Wurmb (Rittergut Porstendorf)
- Haubold Siegmund von Zanthier (Rittergut Zschernitz)
- Otto Friedrich von Zanthier (Rittergut Salzfurth)
- Christoph Heinrich von Zaschnitz (Rittergut Schmerkendorf)
- Heinrich von Zehmen (Rittergut Oelzschau)
- Moritz Christoph von Zehmen (Rittergut Markersdorf)
- Caspar Heinrich von Zeutzsch (Rittergut Burgk)
- Hans Christoph von Zweymen (Rittergut Günthersdorf)

### Vertreter der Städte

#### Engerer Ausschuss
Im Engeren Ausschuss waren die Vertreter der acht Städte Chemnitz, Dresden, Freiberg, Langensalza, Leipzig, Torgau, Wittenberg und Zwickau vertreten. Drei der Städte lagen im Erzgebirgischen Kreis, zwei im Meißnischen Kreis und je einer im Kurkreis, dem Leipziger und dem Thüringischen Kreis. Neustädtischer und Vogtländischer Kreis waren nicht vertreten.
- Dr. Gottfried Leonhard Baudiss/Baudissin/Baudißin/Baudiß (Leipzig)
- Johann Philipp Döri(n)g (Torgau)
- Christian Mori(t)z Engel (Freiberg)
- Johann Friedrich Engel (Chemnitz)
- Dr. Christian Friedrich Herrmann (Torgau)
- Johann August Hölzel (Leipzig)
- Dr. Johann Hölzel/Holzel (Zwickau)
- Balthasar Hübler/Heubler (Chemnitz)
- Johann Job(e)/Iob (Leipzig)
- Johann Paul Keil/Keul (Wittenberg)
- Johann Christoph Kle(e)be/Kleeben (Chemnitz)
- Dr. Gottfried Wilhelm Küstner (Leipzig)
- Johann Christoph Melckbach/Meckbach(en) (Langensalza)
- Hieronymus Gottfried Per(i)sch (Dresden)
- Dr. Abraham Christoph Ploz/Plaz(en)/Platz/Plaze (Leipzig)
- Dr. Ephraim Gottfried Reich(e) (Wittenberg)
- Zacharias Rudolph Seydentreich (Langensalza)
- Johann Friedrich Seyfried (Freiberg)
- Salomon Friedrich Seyfried (Freiberg)
- Georg(e) Steffigen (Dresden)
- Dr. Christian Ludwig Stieglitz (Leipzig)
- Jacob Wilhelm Weise (Zwickau)
- Johann Gottfried Werner (Chemnitz)

#### Weiterer Ausschuss
Im Weiteren Ausschuss waren die Städte Annaberg, Delitzsch, Eilenburg, Großenhain, Herzberg, Liebenwerda, Marienberg, Meißen, Neustadt an der Orla, Pirna, Plauen, Sangerhausen, Schmiedeberg, Schneeberg, Tennstedt, Weida, Weißenfels, Weißensee und Wurzen vertreten. Von den 19 Städten lagen vier im Thüringischen Kreis, je drei im Erzgebirgischen, dem Kur-, dem Leipziger wie dem Meißnischen Kreis. Zwei befanden sich im Neustädtischen und eine im Vogtländischen Kreis.
- Dr. Tobias Barth (Pirna)
- Gustav Bonacker (Meißen)
- Imanuel Heinrich Bormann (Schneeberg)
- Johann Peter Dietrich (Liebenwerda)
- Georg(e) Ebert/Eberdt/Eberth/Eberten (Großenhain)
- Johann Gottfried Eckhard(t) (Wurzen)
- Johann George Fiedler (Schmiedeberg)
- Johann Friedrich Freißleben (Neustadt an der Orla)
- Johann George Frenzel (Eilenburg)
- Johann Andreas Freyer (Sangerhausen)
- Johann Michael Fri(e)zsch(e) (Herzberg)
- Johann Gottlieb Günther (Pirna)
- Johann Christian Heerdegen (Pirna)
- August Gottfried Hertwig/Hartwig (Marienberg)
- Johann Heinrich Jahn/John (Marienberg)
- Johann George Kriebel (Neustadt an der Orla)
- Christian Leiß(n)er/Ley(ß)er/Leiser/Leyßner (Sangerhausen)
- Caspar Mangoldt (Weißenfels)
- Paul(us) Matthaei/Matthaeus (Großenhain)
- Johann George Müller (Herzberg)
- Heinrich Friedrich Otto/Otten (Meißen)
- Johann Heinrich Parrnidt/Parreidt/Perreidten/Porreidte/Parreidten (Delitzsch)
- Dr. Paul Reinhard (Eilenburg)
- Christian Wilhelm Richter (Liebenwerda)
- Johann Jacob Rohennigk(e)/Rohmicke/Roehning/Rohenicke (Sangerhausen)
- Johann Conrad Rolle (Weißensee)
- Johann Tobias Sa(a)lbach (Großenhain)
- Johann Christoph Schellwiz (Tennstedt)
- Johann Jacob Scheuröcken/Scheuerrock/Scheüreck/Scheuerck/Scheureck/Scheurück (Annaberg)
- Dr. Johann Paul Schneider (Plauen)
- Friedrich Erhard Schnicke (Wurzen)
- Johann Friedrich Schnorr(e) (Schneeberg)
- Gottfried Schul(t)ze (Delitzsch)
- David Schu(h)mann (Neustadt an der Orla)
- Dr. (Johann) Martin Schwabe (Annaberg)
- Johann Gottfried Steinhause/Steinhäußer/Steinhäuser (Plauen)
- Johann David Taube(r) (Plauen)
- Dr. Carl Joachim Thönicker (Schneeberg)
- Johann David Völckel/Voelckel (Wurzen)
- David Policarpus/Polycarpus Wächtler (Wurzen)
- Johann Barthel/Barhol Wagner (Weida)
- Johann Christoph Wex (Annaberg)
- Christoph Weyrauch (Schmiedeberg)
- Dr. George Melchior Wi(e)demann/Weidemann (Plauen)

#### Allgemeine Städte
Die folgenden 101 Städte waren Allgemeine Städte:
- George Friedrich Andrée/Andrea/Andree (Ortrand)
- Christian Arnold (Leisnig)
- Gottlob Auenmüller (Bischofswerda)
- Johann Caspar Bärtich (Belgern)
- Constantin Bauer (Buchholz)
- Johann Christoph Bauer (Neustädtel)
- Samuel Bauer (Oschatz)
- Christian Beer (Neustädtel)
- Johann Heinrich Beermann (Geithain)
- Christoph Berger (Übigau)
- Christian Berger/Borger (Radeberg)
- Daniel Berthold/t (Rochlitz)
- Melchior Bieger (Roßwein)
- Andreas Buck(e) (Schönewald)
- Gottlob/-lieb Clemm/Klemm (Zwönitz)
- Johann/Job Friedrich Conradi (Döbeln)
- Mo(y)ses Creuziger (Oederan)
- Adam Heinrich Cunius/Curnus/Cunaeus (Senftenberg)
- Christian Däche/Dooche/Döche/Doecher (Leisnig)
- David Dietze (Stollberg)
- Johann George Dinndorff (Siebenlehn)
- Johann Samuel Döli(t)zsch/Dölzsch(e) Gräfenhainichen)
- Michael Drechßler (Elterlein)
- Johann Tobias Drehßler/Dressel/Dreßel/Drechsler/Dreßler (Buchholz)
- Christoph Gottfried Ebert(h) (Jöhstadt)
- Johann Paul Eldler (Schandau)
- Christoph Emmerich (Schandau)
- Johann Ludwig Valerian Fischer (Schlettau)
- Theodorus Fleischer (Frankenberg)
- Johann Heronymus Friderici (Kemberg)
- Johann Carl Friedrich (Grünhain)
- Christoph Frizsche (Mücheln)
- Johann Georg(e) Frizsche (Granaten)
- Johann Carl Frommann (Wolkenstein)
- Caspar Füllkruß (Grimma)
- Johann Friedrich Fü(h)rgang (Lausick)
- Christoph Siegmund Geier/Geyer (Freyburg)
- Jacob Gräßel/Gres(s)el/Greßel(n)/Greßell (Gefell)
- Johann Christoph Graube(n) (Ehrenfriedersdorf)
- (Johann) Caspar Groh(l/e/n) (Oelsnitz)
- (George/Johann) Zacharias Grosser/Große(r) (Gottleuba)
- Michael Günther (Oederan)
- Hannß Joachim Güttich (Belgern)
- Johann Heinrich Hä(h)nel/Hanel (Johanngeorgenstadt)
- Johann Christoph Haubt (Zschopau)
- Tobias Hed(e)wig (Kemberg)
- Christian Friedrich Heegen (Scheibenberg)
- Maximilian Heidenreich/Heydenreich (Neustadt)
- Abraham Gottlieb Helmricht(er)/Helmenreich (Glashütte/Geising)
- Carl Hempel (Pegau)
- Johann Heinrich Hendel/Händel (Adorf)
- Christoph Hennig (Zwönitz)
- Jacob Matth(a)e(u)s (Triptis)
- Johann Theodorus Hese (Niemegk)
- Johann Benjamin Heymann (Elterlein)
- Johann George Hildebrand(t)/Hiltebrand (Ortrand)
- Christian Hindersdorffen (Dommitzsch)
- Christian Höbigen/r (Prettin)
- Friedrich Höckner (Stollberg)
- Dr. Johann Christoph Hof(f)steter/Hoffstedter (Döbeln)
- Johann Hopff (Geithain)
- Johann George Höpner (Frankenberg)
- Gottlieb/Gottlob Ehrenreich Hunger (Königstein)
- Johann Friedrich Il(l)ge(n)/Ihlingen (Sebnitz)
- Christoph Jäckel (Stolpen)
- Martin Jehnig (Werdau)
- Johann Christoph Juch(ser) (Mühlberg)
- Samuel Kandler (Schwarzenberg)
- Valentin Kanne(enberg) (Zahna)
- Johann Christian Kirsten(ius)/Kirstan (Grünhain)
- Christian Knoth(e) (Scheibenberg)
- George Kolb(e) (Schöneck)
- Christoph Kühnel (Gottleuba)
- Johann Paul Kuhno(r)/Kuhn(er)/Kuhnör (Jessen)
- Johann Christoph Lahl(e) (Jöhstadt)
- Carl Christian Lange (Geyer)
- Johann Laurentius Lange (Mittweida)
- Gottfried Lehmann (Schönewald)
- Gottfried Leon (Mühlberg)
- George Liebel (Markneukirchen)
- Johann Caspar Liebert (Gefell)
- Johann Samuel Liebold (Stolpen)
- Christoph Liebold(t) (Eibenstock)
- Johann Christoph Lindner (Ehrenfriedersdorf)
- Johann Samuel Lindner (Belgern)
- Johann Ernst List(en/er) (Auma)
- Michael Lochmann (Prettin)
- Christian Lohrengel (Jessen)
- (Adam) Gottlob Lohrmann (Dippoldiswalde)
- Christian Lo(h)renz (Rabenau)
- Christian Lößnitz (Siebenlehn)
- Gottfried Christian Ludwig(er) (Buchholz)
- Gottfried (Christian) Ludwig(er) (Jöhstadt)
- Heinrich Philipp Maniske (Pausa)
- Christian Marbach (Waldheim)
- Johann Matthesius (Oederan)
- Martin Mey(e/er) (Sebnitz)
- Johann Meyer (Belzig)
- Johann Jacob Meyle(r) (Berggießhübel)
- Andreas Michael (Stolpen)
- Christoph Michael (Schellenberg)
- Johann Caspar Michael(i/is) (Schlieben)
- Johann George Mirus(s)/Mirius (Adorf)
- Christoph Mi(tz/z)schke (Neustadt)
- Johann Mölber/Möller (Schildau)
- Christian Müller (Mügeln)
- George Müller (Mügeln)
- Johann George Müller (Waldheim)
- George Christian Müller (von Berneck/Perneck/Bernegk) (Zschopau)
- Christoph Nacke (Johanngeorgenstadt)
- Johann Rudolph Naumann (Mügeln)
- Johann Caspar Neuber(t/th) (Geyer)
- Johann Caspar Neuber(t/th) (Thamsbrück)
- Johann Friedrich Nicolai (Pretzsch)
- Andreas Nizsche (Rochlitz)
- Christoph Heinrich Oeser/Öser/Ößern (Schlettau)
- Johann Carl Otte(n)/Otto (Schellenberg)
- Jacob Otto/Otte (Zörbig)
- Gottfried Heinrich Pauli (Dippoldiswalde)
- Johann Andreas Petermann (Ortrand)
- Johann Petersein/Peterseimm (Thamsbrück)
- Johann Heinrich Pohle(n) (Schwarzenberg)
- Johann Paul Preße (Schildau)
- Johann Heinrich Preuß(e) (Oberwiesenthal)
- Matthes/Mattheus/Matthias Heinrich Probst (Pegau)
- Daniel Pürsiger (Hohnstein)
- Christoph Gottfried Rammige/Rammiche/Ram(m)nig/Raming (Roßwein)
- Christoph Rasch (Bitterfeld)
- Johann (Christoph) Rasch(e)/Rosche (Bitterfeld)
- Christian Re(e)se/Reyse/Roser (Bitterfeld)
- Johann Christian Reiche (Düben)
- Tobias R(h)einhard(t) (Senftenberg)
- Johann Gottlob Reinhold (Dohna)
- Daniel Rhau(e) (Zörbig)
- Christoph Richter (Wehlen)
- Johann Richter (Schandau)
- Johann Richter (Wahrenbrück)
- Martin Richter (Seyda)
- Christian Richter (Jun.) (Dommitzsch)
- Christian Richter (Jun.) (Königstein)
- Christian Richter (Jun.) (Rochlitz)
- Johann Gerlach Ritter/Richter (Glashütte/Geising)
- Tobias Röder (Schwarzenberg)
- Adam Gottlieb Roede(r)/Röder (Oederan)
- Johann Rölliche (Hohnstein)
- Christian Heinrich Rosenbach (Grimma)
- George Roßenbach (Grimma)
- David Rucke/Rugk(e) (Geringswalde)
- Johann George Rudolph (Leisnig)
- Johann Christian Rudorff (Adorf)
- George Abraham Salomon(n) (Brehna)
- Alexius Justus Saupe (Lommatzsch)
- Johann Christoph Schade (Schandau)
- Gottfried Schäffer (Mittweida)
- Elias Scheckel (Granaten)
- Johann Scheibe(n) (Übigau)
- Christoph Schel(l)e (Jöhstadt)
- Martin Scheuffler/Schruff (Lommatzsch)
- Christian Schindler (Altenberg)
- Eraßmus/Erasmus Schindler (Eibenstock)
- Christian Schmidt/Schmied (Pretzsch)
- Christian Siegismund/Siegismund Schneider (Hartha)
- David Schneider (Hartha)
- Christian Schnidler (Altenberg)
- Conrad(t) Schnorr(n) (Aue)
- Johann Caspar Schönert (Belzig)
- Martin Schrote/Schrot(t) (Colditz)
- Jacob Schöt(h)er/Schröder (Brück)
- Christian Schuberd (Mittweida)
- Emanuel Schuber(d/dt/t)/Schubart (Wolkenstein)
- Johann Michael Schumann (Ziegenrück)
- (Johann) Christoph Schurz/Schürz (Schweinitz)
- Gottfried Schuster (Wahrenbrück)
- Christian Barthel Schweizer (Mügeln)
- Andreas August(in/inus) Schwen(c)ke (Altenberg)
- Gottfried Seeligmann (Mücheln)
- George Seybt(en)/Seibt (Wolkenstein)
- Andreas Christian Seydel (Schweinitz)
- Christoph Seydel/Seidel (Radeberg)
- George Seydel/Seidel (Werdau)
- Julius Carl Seydel/Seidel (Grünhain)
- Theophilus Seyffert (Thum)
- Johann Nicol Sprenger/Spranger (Schöneck)
- Johann Stache/Steche (Brehna)
- Johann Friedrich Süße (Eckartsberga)
- Balthasar Thomasius (Nossen)
- Abraham Tischer (Colditz)
- Christoph Trebus(s)/Trebuß (Freyburg)
- Gottfried Trützschler/Tritzschler (Radeberg)
- Christian Andreas Ul(l)mann/Uhlmann (Oberwiesenthal)
- Johann Friedrich Vetter (Nossen)
- Johann Heinrich Viebig(e)/Viebeg/Viehbegen (Oschatz)
- Johann Philipp Vogel (Laucha)
- Christian Voigt (Werdau)
- Johann Vollimhauß (Triptis)
- Caspar Anton Wallenburg (Laucha)
- Michael Walt(h)er (Schlieben)
- Johann Jacob Weber (Senftenberg)
- Christian Weyrauch (Düben)
- Johann Caspar Wolff (Borna)
- Erdmann Zeitler/Zeidler (Oelsnitz)
- Adam Gottlieb Zerirnen(?) (Bischofswerda)
- Adam Zickler (Stollberg)
- Jonas Friedrich Ziege(r) (Düben)
- Jeremias Zi(eh)nert (Zöblitz)
- Daniel Zscha(a)che/Zschoche (Rochlitz)
- Adam Gottlieb Zwirner (Bischofswerda)